# NRC Handelsblad
L'NRC Handelsblad (neerlandès: ɛnɛrseː ˈɦɑndəlzblɑt), sovint abreujat com NRC, és un diari vespertí publicat als Països Baixos per la companyia NRC Media.

## Història
l'NRC Handelsblad es va publicar per primera vegada l'1 d'octubre de 1970 després de la fusió del diari d'Amsterdam Algemeen Handelsblad (fundat el 1828 per J.W. van den Biesen) i del de Rotterdam Nieuwe Rotterdamsche Courant (fundat el 1844 per Henricus Nijgh). El lema del diari és Lux et Libertas, és a dir, Llum (en referència al segle de les llums) i Llibertat.
El febrer de 2006 l'NRC Handelsblad va començar un diari matinal, el nrc•next, per atreure a lectors educats que no llegien el diari cada dia. L'editor Folkert Jensma fou substituït el 12 de desembre d'aquell mateix any per Birgit Donker. Després d'una discussió amb els propietaris, Donker va haver de deixar el càrrec el 26 d'abril de 2010, essent succeïda pel belga Peter Vandermeersch.
El 7 de març de 2011 el diari va canviar el seu antic gran format per un de tipus tabloide. El tiratge de l'NRC Handelsblad el 2014 era de 188.500 còpies, fet que el situava en 4a plaça a escala nacional.

## Caràcter
Tot i que és considerat com un dels diaris neerlandesos de més qualitat, juntament amb el de Volkskrant i el Trouw, l'NRC Handelsblad es considera a si mateix el més orientat a la temàtica internacional dels tres esmentats. A més, es considera orientat cap al liberalisme d'esquerres.

## Periodistes
Alguns dels principals periodistes que han treballat per l'NRC Handelsblad són: Henk Hofland, Hans van Mierlo, Marc Chavannes, Geert Mak, Karel van Wolferen, Jérôme Louis Heldring, Joris Luyendijk, Marjon van Royen, Derk Jan Eppink, Adriaan van Dis, Ben Knapen.

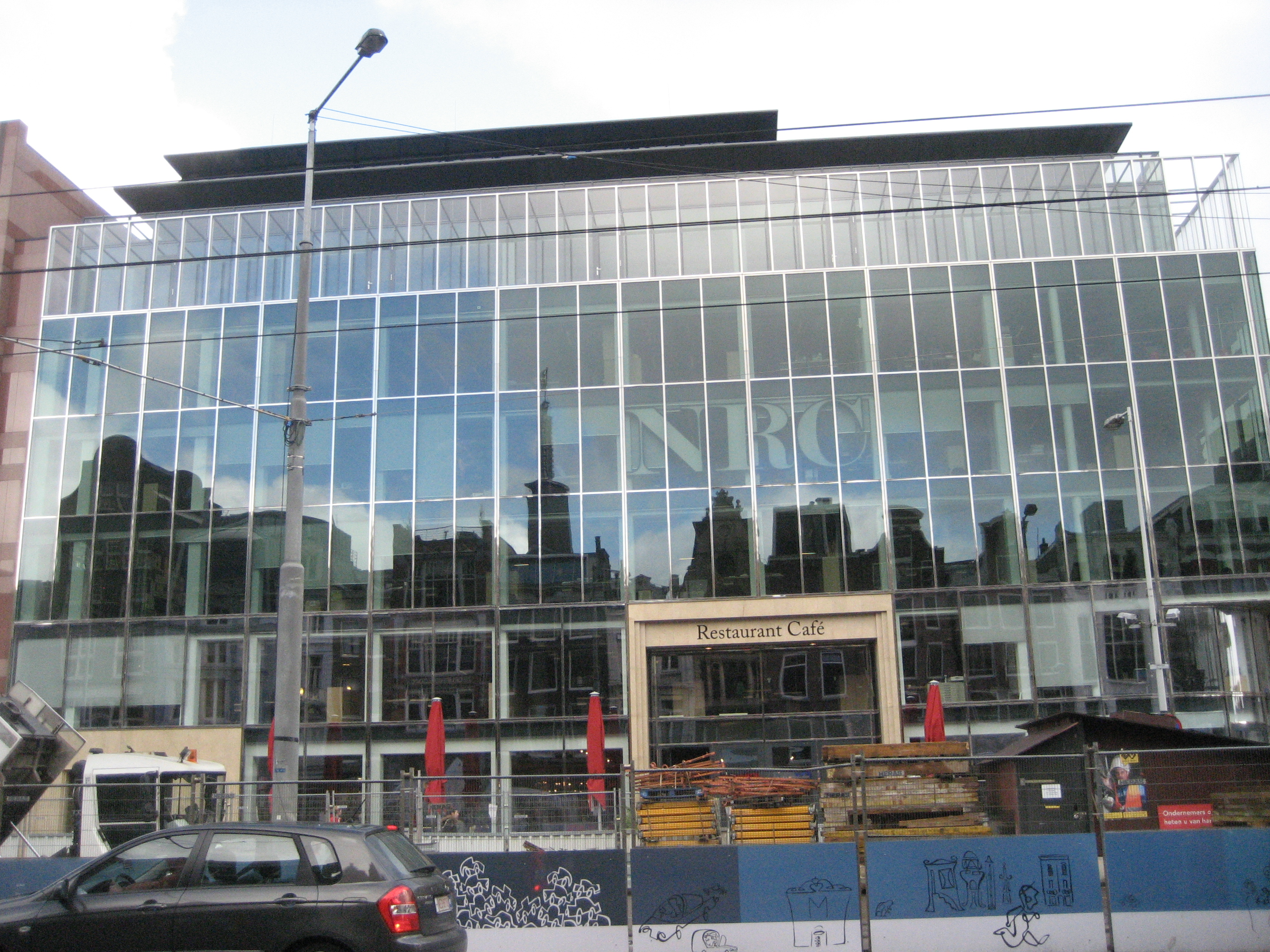
NRC (Rokin, Amsterdam)
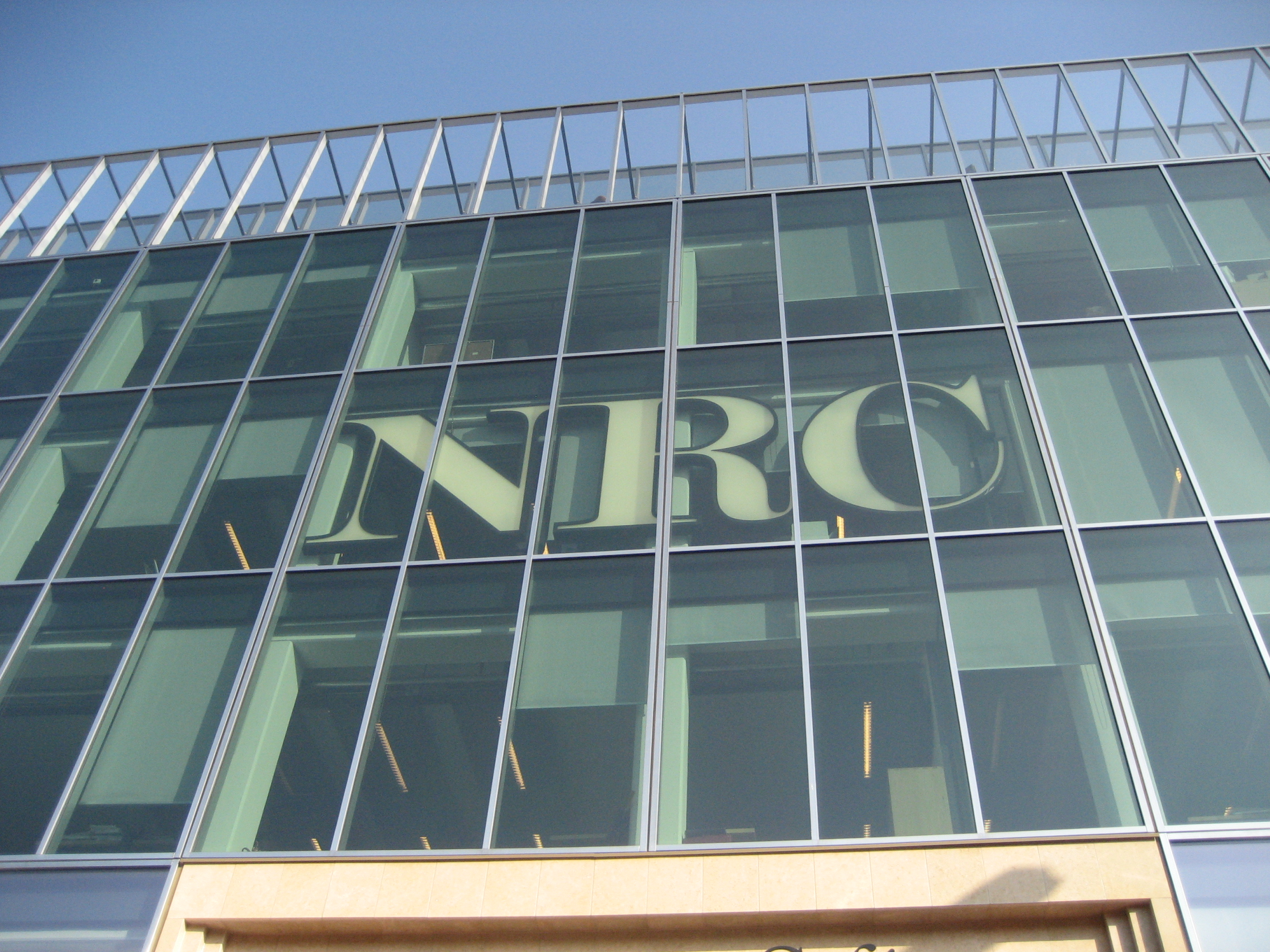